# Ashish Vaswani
Ashish Vaswani (Hindi आशीष वासवानी; geboren in Indien) ist ein Informatiker, der im Bereich des Deep Learnings arbeitet und für seine weltweit bedeutenden Beiträge auf dem Gebiet der künstlichen Intelligenz (KI) und der Computerlinguistik (NLP) bekannt ist. Er ist einer der Mitautoren des wegweisenden wissenschaftlichen Papiers „Attention Is All You Need“, welches das sogenannte Transformer-Modell vorstellte, eine seinerzeit neuartige Architektur, die seitdem grundlegend für viele state-of-the-art Modelle in der Computerlinguistik geworden ist. Die Transformer-Architektur ist das Kernstück von Sprachmodellen, die Anwendungen wie ChatGPT ermöglichen. Er ist ehemaliger Forschungsmitarbeiter bei Google Brain.

## Karriere
Vaswani schloss sein Ingenieurstudium der Informatik am Birla Institute of Technology Mesra im Jahr 2002 ab. Im Jahr 2004 zog er in die USA, um an der University of Southern California sein Studium fortzusetzen. Er promovierte an der University of Southern California. Danach arbeitete er als Forscher bei Google, wo er Teil des Google Brain Teams war. Er war Mitbegründer von Adept AI Labs, verließ jedoch das Unternehmen. Im Dezember 2022 gründete Vaswani zusammen mit Niki Parmar das Start-Up Essential AI.

## Bemerkenswerte Werke
Vaswanis bemerkenswerteste Arbeit ist das im Jahr 2017 veröffentlichte Papier „Attention Is All You Need“, welches Stand Februar 2024 über 100.000 Mal zitiert wurde. Dieses führte das sogenannte Transformer-Modell ein, das auf den Einsatz von Rekurrenz in Sequenz-zu-Sequenz-Aufgaben verzichtet. Das Modell war wegweisend für die Entwicklung mehrerer nachfolgender Sprachmodelle in der Computerlinguistik, einschließlich BERT, GPT-2 und GPT-3.